# اورکوکد
بیش از حد پخته شده یا اورکوکد (به انگلیسی: Overcooked!) یک بازی ویدئویی شبیه سازی آشپزی در سال ۲۰۱۶ است که توسط گوست تاون گیمز توسعه یافته و توسط تیم17 منتشر شده است. در یک تجربه تعاونی محلی، بازیکنان تعدادی سرآشپز را در آشپزخانه‌های مملو از موانع و خطرات مختلف کنترل می‌کنند تا به سرعت وعده‌های غذایی را با سفارش‌های خاص در یک محدودیت زمانی آماده کنند. این بازی برای مایکروسافت ویندوز، پلی استیشن 4 و ایکس باکس وان در آگوست 2016 منتشر شد. نسخه نینتندو سوییچ در جولای 2017 منتشر شد.
اورکوکد پس از انتشار نقدهای مثبت زیادی دریافت کرد و نامزد چهار جایزه در سیزدهمین دوره جوایز بازی‌های آکادمی بریتانیا شد که در نهایت برنده دو جایزه بهترین بازی بریتانیایی و بهترین بازی خانوادگی شد. دنباله ای به نام اورکوکد 2 در آگوست 2018 منتشر شد. نسخه بازسازی شده این بازی همراه با زیر عنوان All You Can Eat برای اکس‌باکس سری اکس و سری اس و پلی‌استیشن ۵ در نوامبر 2020 و در گوگل استادیا در می 2022 منتشر شد.

## گیم پلی

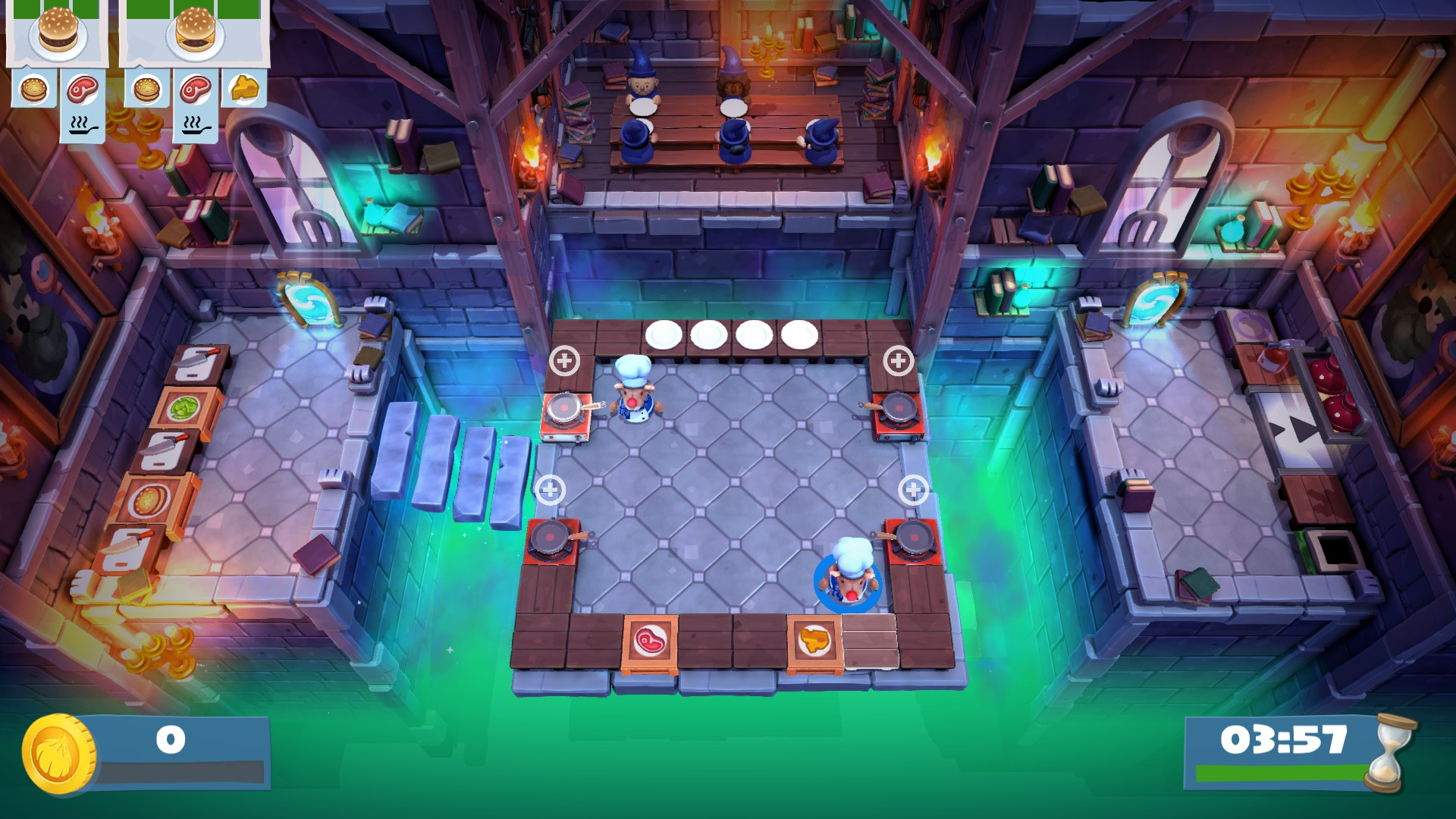
عكس از گيم پلي بازي

بازیکنان در اورکوکد نقش سرآشپزها را در آشپزخانه بر عهده می‌گیرند، سرآشپز ها غذاها را از طریق آماده‌سازی مواد، پختن و سرو کردن آماده می‌کنند، در حالی که بازی دارای یک محدودیت زمانی برای تکمیل هرچه بیشتر غذاها و سرو کردن آنهااست. در طول یک دور، ابتدا چند سفارش به بازیکنان ارائه می شود که باید باریکن هر سفارش رادر یک بازه زمانی کوتاه تکمیل کند. سرآشپزها با هم کار می کنند تا آن غذا را به موقع کامل کنند. اغلب، چندین سفارش از انواع یا انواع مختلف وعده های غذایی در یک صف ارائه می شود، بنابراین سرآشپزها باید با هم کار کنند تا به طور موثر سفارش ها را تکمیل کنند. تکمیل کردن هر سفارش، سکه‌هایی را به همراه دارد،گاهی وقت ها هم علاوه بر دریافت سکه،پاداش هایی برای سرعت در آماده سازی سفارش داده میشود.در حالی که سفارش‌هایی که به درستی ارائه نمی‌شوند هیچ امتیاز و سکه ای را به همراه ندارند، بلکه فقط زمان را تلف می‌کنند. هدف این است که تا آنجا که ممکن است سکه ها را در محدوده زمانی جمع آوری کنید. بازیکنان در یک سیستم 3 ستاره بر اساس تعداد سکه هایی که به دست آورده اند رتبه بندی می شوند.
جنبه پخت و پز به دلیل چیدمان آشپزخانه(که در هر مرحله تغییر میکند)دشوار می شود. ایستگاه‌های مواد اولیه، قسمت‌های آماده‌سازی، اجاق‌ها و ظرفشویی، پنجره‌های سرو و ظروف معمولاً همه در سراسر آشپزخانه از هم جدا هستند و برای جابجایی بین آنها نیاز به زمان دارد. همچنین ممکن است موانع یا چالش‌های دیگری نیز وجود داشته باشد، مانند آشپزخانه ای که توسط یک خط عابر پیاده جدا شده است و عابران پیاده به طور پیاپی سر راه سرآشپز قرار می‌گیرند. آشپزخانه دیگری در پشت دو کامیون قرار دارد که با سرعت‌های مختلف در جاده حرکت می‌کنند و تغییر از یک نیمه آشپزخانه به نیمه دیگر همیشه امکان‌پذیر نیست. یا آشپزخانه دیگری بر روی کوه یخ قرار گرفته است، که بازیکنان را ملزم می کند تا حرکات دقیق تری انجام دهند تا مبادا سقوط کنند، یا مرحله ای که آشپزخانه ها در آن حرکت می کنند. در کمپین بازی حدود 28 آشپزخانه مختلف به همراه مرحله باس نهایی وجود دارد.
اورکوکد به عنوان یک تجربه همکاری محلی برای حداکثر چهار بازیکن طراحی شده است. همچنین یک گزینه چند نفره رقابتی وجود دارد که از سرآشپزها می‌خواهد در مدت زمان محدود بیشترین امتیاز را کسب کنند. این بازی همچنین دارای یک حالت تک نفره است که در آن بازیکن می تواند دو سرآشپز را کنترل کند، در هر زمان بین آنها جابجا شود یا با انتخاب یک طرح کنترل خاص، سعی کند هر دو را همزمان کنترل کند. هیچ برنامه ای برای بازی چند نفره آنلاین وجود ندارد.